# FXCM
FXCM, également connu sous le nom de Forex Capital Markets, est un courtier de détail pour le trading sur le marché des changes. FXCM permet à ses clients clients de spéculer sur le marché des changes et propose des contrats pour différence (CFD) sur les principaux indices et matières premières tels que l'or et le pétrole brut. FXCM vend également des solutions de logiciels d'accès aux marchés financiers pour des entreprises telles que des fonds spéculatifs.
L'entreprise a été bannie des marchés américains pour avoir fraudé ses clients,. Son ancienne société mère, Global Brokerage, Inc., a déposé son bilan le 11 décembre 2017. La société d'exploitation, connue sous le nom de FXCM Group, est maintenant détenue par Jefferies Financial Group, qui a changé son nom de Leucadia National Corporation en 2018.
Les actionnaires de Global Brokerage ont perdu plus de 98 % de leur investissement depuis janvier 2015
Le 6 février 2017, la société a accepté de payer une pénalité de 7 millions de dollars pour régler une poursuite de la Commodity Futures Trading Commission (CFTC) impliquant une déclaration mensongère de FXCM à ses clients et aux régulateurs. FXCM a retiré son enregistrement à la CFTC et a accepté de ne pas se réenregistrer à l'avenir, ce qui lui interdit de proposer des services d'arbitrages aux États-Unis. Trois hauts dirigeants ont démissionné sous la pression réglementaire et le propriétaire majoritaire de la société a changé son nom pour Global Brokerage Inc., à compter du 27 janvier 2017,,,.
Global Brokerage a déposé son bilan en novembre 2017, mais s'est officiellement réorganisée en février 2018. Alors que la société détient techniquement une participation de 51% dans le groupe FXCM, son accord avec Leucadia (maintenant Jefferies Financial Group) et FXCM concernant les distributions à venir de flux de trésorerie place son intérêt économique réel dans FXCM entre 10 et 50%. Jefferies Financial Group reste la société mère de facto du groupe FXCM,.
Un directeur général de Jefferies Financial Group, qui détenait avant la faillite une participation de 49,9 % dans la société d'exploitation, a été nommé président du conseil d'administration du groupe FXCM.
Ses comptes domiciliés aux États-Unis ont été vendus à Gain Capital. Environ 40 000 comptes clients ont été vendus à environ 375 $ chacun.
En 2021, à la suite du Brexit, FXCM EU est créé et est enregistré auprès de la CYSEC à Chypre.

## Historique

### 1999–2008: Fondation et participation de Refco
Forex Capital Markets a été fondé en 1999 à New York et a été l'un des premiers développeurs de plateformes de trading électronique pour le trading sur le marché des changes. Initialement, la société s'appelait Shalish Capital Markets, mais après un an, elle a été rebaptisée FXCM. En 2003, FXCM s'est développé à l'étranger en ouvrant un bureau à Londres qui a obtenu une licence d'exercice de la part de la Financial Services Authority.
En janvier 2003, FXCM a conclu un partenariat avec le groupe Refco, l'un des plus importants courtiers à terme américains à l'époque. Refco a pris une participation de 35 % dans FXCM et a permis au logiciel de FXCM d'être utilisé par ses propres clients. Refco a déposé son bilan le 17 octobre 2005, une semaine après la découverte d'une fraude de 430 millions de dollars et deux mois après son premier appel public à l'épargne. Le PDG de Refco, Phillip R. Bennett, a par la suite été reconnu coupable de fraude.
En novembre 2005, Refco a accepté, en partie, de revendre sa participation de 35 % (qui comprenait 15 000 comptes clients) à FXCM pour 110 millions de dollars.
En mars 2006, cependant, les créanciers de Refco ont refusé l'accord et, plus tard, ont refusé une offre distincte de 130 millions de dollars de FXCM La participation de Refco dans FXCM a finalement été vendue à un consortium d'acheteurs, dont Lehman Brothers Holdings.

### 2009-2014: enjeux juridiques et introduction en bourse
En mai 2010, FXCM, Inc. a acheté le groupe ODL basé au Royaume-Uni. FXCM avait précédemment acquis les activités américaines d'ODL en janvier 2009. L'acquisition de 2010 a fait de FXCM le plus grand courtier de détail au monde avec plus de 200 000 clients et des actifs d'environ 800 millions de dollars,
En décembre 2010, FXCM a réalisé une offre publique initiale et a commencé à être cotée à la Bourse de New York sous le symbole boursier FXCM. Le cours des actions a commencé à 14 $ avec 15 060 000 actions pour un capital d'actions total de 211 millions de dollars,,. Dans son prospectus d' introduction en bourse, FXCM se présente comme un intermédiaire de marché neutre qui exécute systématiquement les ordres en allant trouver une contrepartie sur les marchés financiers
En août 2011, la National Futures Association (NFA) a infligé une amende de 2 millions de dollars à FXCM pour des manipulations de différence entre les prix d'achat et les prix de vente. Tous les clients affectés par ces manipulations de prix ont été indemnisés dans les 30 jours dans le cadre des conditions de l'accord NFA,.En octobre de la même année, la Commodity Futures Trading Commission (CFTC) a ordonné à FXCM de rembourser 14,2 millions de dollars aux clients qui avaient pâti de ces manipulations,.L'année suivante, en février et mars 2011, plusieurs recours collectifs ont été intentés contre FXCM, alléguant des fraudes et de racket résultant de pratiques commerciales trompeuses et déloyales, et de tromperie des actionnaires lors de l' introduction en bourse de 2010,. De 2005 à janvier 2017, FXCM a été confrontée à un total de 13 cas de réparations CFTC, 17 décisions d'arbitrage NFA et 8 autres mesures réglementaires aux États-Unis
En juin 2012, FXCM a pris une participation majoritaire dans Lucid Markets, un groupe de trading automatisé basé à Londres et spécialisé dans le trading de devises. FXCM a également conclu un accord avec le Crédit suisse pour développer le réseau de communication électronique (ECN) FastMatch,,. En 2013, FXCM a acheté pour 12 millions de dollars de bonds émis par Infinium Capital Management, une entreprise de trading à haute fréquence basée à Chicago. FXCM a par la suite acheté cinq plateformes de trading et investi chez Infinium en mars 2014.
En février 2014, la UK Financial Conduct Authority (FCA) a condamné FXCM et FXCM Securities Ltd (« FXCM UK ») à une amende de 4 millions de livres sterling pour manipulation de différence entre prix d'achat et prix de vente et pour avoir omis d'informer la FCA de l'enquête de la CFTC sur les mêmes pratiques. Environ 6 millions de livres sterling ont également été restitués aux clients de FXCM UK pour un total de 10 millions de livres (16,9 millions de dollars) en amendes,.

### 2015-2017: le bond du franc suisse et perte de sa licence américaine
Le 15 janvier 2015, à la suite d'une forte augmentation du prix du franc suisse, FXCM a perdu 225 millions de dollars et a enfreint les exigences réglementaires en matière de fonds propres. Le lendemain, la société a reçu un prêt de sauvetage de 300 millions de dollars avec un taux d'intérêt de 10 % de Leucadia afin de répondre à ses besoins en capital. Les détails de l'accord ont montré que le taux d'intérêt pouvait atteindre 17 %,.Plus tard en janvier, FXCM a annoncé qu'elle rembourserait 90 % des comptes qui avaient connu des soldes négatifs en raison du mouvement inattendu des prix du franc suisse,. En septembre 2016, Leucadia a prolongé d'un an le prêt initial de deux ans.
En février 2017, la CFTC a infligé une amende de 7 millions de dollars à FXCM, Inc. et à trois partenaires fondateurs (dont Drew Niv) pour s'être livrés à des activités frauduleuses. La CFTC a constaté que le modèle « sans bureau de négociation » de la société (connu sous le nom de « système d'accès direct au marché ») acheminait les transactions via un teneur de marché, Effex Capital, qui était prétendument soutenu et contrôlé par FXCM. FXCM a ensuite été interdite par la CFTC et la NFA, tout comme les trois partenaires fondateurs. En réponse, FXCM, Inc. a changé son nom pour Global Brokerage, Inc. et a nommé Brendan Callan PDG par intérim, en remplacement de Drew Niv. La société a également nommé président Jimmy Hallac, directeur général de Leucadia,,. Les 40 000 comptes américains de FXCM ont été vendus à Gain Capital.

Global Brokerage, Inc. est restée cotée au NASDAQ sous le symbole boursier « GLBR ». En mai 2017, Global Brokerage a été informé par le NASDAQ que la valeur marchande de ses actions n'était pas suffisante pour le maintien de la cotation. En août de la même année, FXCM a vendu sa participation dans FastMatch ECN pour 46,7 millions de dollars et a utilisé cet argent pour rembourser une partie du prêt de Leucadia. À ce stade, FXCM devait encore 66,8 millions de dollars sur le prêt. En octobre 2017, le groupe FXCM a mis fin à un accord de gestion avec Global Brokerage. Le mois suivant, FXCM a précisé que, bien que Global Brokerage détienne une participation de 50,1 % dans la société, son intérêt économique était minoritaire. Leucadia détenait une participation de 49,9 % avec un intérêt économique de 65 %.

### 2017-présent: faillite et reprise par Jefferies
Global Brokerage, Inc. a déposé son bilan en vertu du chapitre 11 du code américain des banqueroutes en novembre 2017 et a été radiée du NASDAQ en décembre 2017,,.
Global Brokerage s'est par la suite réorganisée afin d'éviter la faillite en février 2018. À cette époque, cependant, le revenu économique réel de Global Brokerage dans le groupe FXCM se situait entre 10 et 50 % selon le montant des distributions effectuées par FXCM. Toujours en février 2018, FXCM est rebaptisée « FXCM: A Leucadia Company ». En mars 2018, FXCM restait le deuxième plus grand courtier forex de détail en dehors du Japon.
Prenant acte de la décision de 2016 de la FSMA de limiter considérablement l'accès des épargnants aux plateformes de trading de type Forex et CFDs, FXCM a décidé de fermer les comptes de ses clients résidant en Belgique début 2021.